# Онугха, Герман
Ге́рман Ону́гха, также Герман Олегович Онугха (род. 6 июля 1996, Москва) — российский футболист, нападающий датского клуба «Копенгаген».

## Карьера
Родился в Москве, где его родители учились в вузе. Отец Германа из Нигерии. Онугха вырос с матерью и её родителями в Пензе. 
В детстве занимался мини-футболом, первый тренер — Клопов Юрий Фёдорович. В 11 лет прекратил заниматься, сконцентрировавшись на учёбе, но через три года вернулся к работе на большое поле. С 16 лет начал выступать в мини-футбольной команде «Атмис», который во время летнего перерыва играл в первенстве области по большому футболу.

### «Зенит» (Пенза)
После товарищеского матча с пензенским «Зенитом» получил приглашение директора клуба Дмитрия Градиленко. Под руководством Владимира Радкевича дебютировал в первенстве ПФЛ в возрасте 20 лет. Провёл за клуб 11 матчей и забил 2 мяча. 

### «Волгарь»
В феврале 2018 получил приглашение от «Волгаря» Астрахань из ФНЛ. Дебютировал 4 марта в домашней игре против «Химок». Всего за клуб сыграл 10 игр и забил 3 мяча.

### «Краснодар»
В июле перешёл в «Краснодар». Два сезона отыграв за вторую команду, дебютировал за основу 5 июля 2020 года в домашнем матче против петербургского «Зенита», выйдя на замену на 82-й минуте вместо Маркуса Берга.
11 августа 2020 года перешёл на правах годичной аренды в «Тамбов».

### «Вайле»
1 февраля 2021 года было объявлено об аренде игрока до конца сезона с правом последующего выкупа датским клубом «Вайле». 30 апреля сделал хет-трик в выездном матче 28-го тура чемпионата против «Хорсенса» (3:3). Хозяева по ходу игры вели в счете 3:0. На 51-й минуте на поле появился Онугха и забил три мяча — на 63-й, 84-й и 90-й минутах. 4 июля 2021 года подписал двухлетний контракт с клубом.
В 2021 года играл в аренде в самарских «Крыльях Советов». Затем в сезоне 2021/2022 был арендован казанским «Рубином», а в 2022 году — израильским «Бней Сахнином». 
В январе 2023 года вернулся в «Вайле». В 2023 году помог клубу вернуться в датский высший дивизион. В сезоне-2024 стал лучшим бомбардиром чемпионата, что помогло «Вайле» сохранить прописку в элите.
В августе 2024 года попал в расширенный список сборной России для подготовки к сентябрьским товарищеским матчам.

### «Копенгаген»
2 сентября 2024 года перешёл в «Копенгаген» за 1,5 млн евро, подписав контракт на два года. Дебютировал 14 сентября в матче чемпионата против «Мидтъюлланна».
Не сумев стать основным игроком команды (7 матчей во всех турнирах и ни одного результативного действия), вернулся в аренду в «Вайле». В 15 матчах чемпионата забил 10 голов и помог команде удержаться в высшем дивизионе, параллельно став чемпионом страны с «Копенгагеном».

## Достижения
«Вайле»
- Победитель Первого дивизиона чемпионата Дании[en]: 2023
- Лучший бомбардир высшего дивизиона чемпионата Дании: 2024

«Копенгаген»
- Чемпион Дании: 2025

## Статистика выступлений

### Клубная статистика
По состоянию на 7.11.2024
| Выступление      | Выступление      | Выступление      | Лига | Лига | Кубки | Кубки | Еврокубки | Еврокубки | Итого | Итого |
| Клуб             | Лига             | Сезон            | Игры | Голы | Игры  | Голы  | Игры      | Голы      | Игры  | Голы  |
| ---------------- | ---------------- | ---------------- | ---- | ---- | ----- | ----- | --------- | --------- | ----- | ----- |
| Зенит (Пенза)    | ПФЛ              | 2017/18          | 11   | 2    | 0     | 0     | —         | —         | 11    | 2     |
| Зенит (Пенза)    | Итого            | Итого            | 11   | 2    | 0     | 0     | 0         | 0         | 11    | 2     |
| Волгарь          | ФНЛ              | 2017/18          | 10   | 3    | 0     | 0     | —         | —         | 10    | 3     |
| Волгарь          | Итого            | Итого            | 10   | 3    | 0     | 0     | 0         | 0         | 10    | 3     |
| Краснодар        | Премьер-лига     | 2019/20          | 2    | 0    | 1     | 0     | 0         | 0         | 3     | 0     |
| Краснодар        | Итого            | Итого            | 2    | 0    | 1     | 0     | 0         | 0         | 3     | 0     |
| → Краснодар-2    | ФНЛ              | 2018/19          | 35   | 5    | —     | —     | —         | —         | 35    | 5     |
| → Краснодар-2    | ФНЛ              | 2019/20          | 23   | 11   | —     | —     | —         | —         | 23    | 11    |
| → Краснодар-2    | ФНЛ              | 2020/21          | 1    | 1    | —     | —     | —         | —         | 1     | 1     |
| → Краснодар-2    | Итого            | Итого            | 59   | 17   | —     | —     | —         | —         | 59    | 17    |
| → Тамбов         | Премьер-лига     | 2020/21          | 11   | 4    | 2     | 2     | —         | —         | 13    | 6     |
| → Тамбов         | Итого            | Итого            | 11   | 4    | 2     | 2     | 0         | 0         | 13    | 6     |
| Вайле            | Суперлига        | → 2020/21        | 17   | 5    | 2     | 0     | —         | —         | 19    | 5     |
| Вайле            | Первый Дивизион  | 2022/23          | 14   | 6    | 2     | 0     | —         | —         | 16    | 6     |
| Вайле            | Суперлига        | 2023/24          | 31   | 15   | 1     | 0     | —         | —         | 32    | 15    |
| Вайле            | Суперлига        | 2024/25          | 6    | 3    | 0     | 0     | —         | —         | 6     | 3     |
| Вайле            | Итого            | Итого            | 68   | 29   | 5     | 0     | 0         | 0         | 73    | 29    |
| → Крылья Советов | Премьер-лига     | 2021/22          | 4    | 0    | 0     | 0     | —         | —         | 4     | 0     |
| → Крылья Советов | Итого            | Итого            | 4    | 0    | 0     | 0     | 0         | 0         | 4     | 0     |
| → Рубин          | Премьер-лига     | 2021/22          | 23   | 2    | 2     | 1     | —         | —         | 25    | 3     |
| → Рубин          | Итого            | Итого            | 23   | 2    | 2     | 1     | 0         | 0         | 25    | 3     |
| → Бней Сахнин    | Премьер-лига     | 2022/23          | 8    | 0    | 0     | 0     | —         | —         | 8     | 0     |
| → Бней Сахнин    | Итого            | Итого            | 8    | 0    | 0     | 0     | 0         | 0         | 8     | 0     |
| Копенгаген       | Суперлига        | 2024/25          | 4    | 0    | 1     | 0     | 2         | 0         | 7     | 0     |
| Копенгаген       | Итого            | Итого            | 4    | 0    | 1     | 0     | 2         | 0         | 7     | 0     |
| Всего за карьеру | Всего за карьеру | Всего за карьеру | 200  | 57   | 11    | 3     | 2         | 0         | 213   | 60    |